# Matthias Klipp
Matthias Klipp (* 20. Juni 1961 in Berlin) war das einzige oppositionelle Mitglied eines Parlaments in der Geschichte der DDR vor den Volkskammerwahlen von 1990. Er wurde bei den Kommunalwahlen in der DDR 1989 in die Stadtbezirksversammlung des Berliner Bezirks Prenzlauer Berg gewählt.

## Leben
Klipp wurde am 20. Juni 1961 in Berlin geboren. Nach einer Berufsausbildung mit Abitur und dem Wehrdienst begann er 1984 ein Ingenieurs-Studium an der Humboldt-Universität zu Berlin und schloss dieses mit dem Diplom ab.
Seit 1985 engagierte sich Klipp in Bürgerinitiativen und oppositionellen Gruppen in der DDR. Vor allem machte er sich in einer Bürgerinitiative in der Oderberger Straße, in Prenzlauer Berg nahe der Berliner Mauer gelegen, gegen die geplante aber nie durchgeführte Kahlschlagssanierung im Bezirk stark, der noch heute das größte zusammenhängende Altbaugebiet in der Bundesrepublik darstellt. Von der Bürgerinitiative wurden auch Lesungen veranstaltet oder verfallene Grundstücke und Gehwege in Eigenregie begrünt oder erneuert. Klipp ist verheiratet und hat fünf Kinder.

## Kandidatur zu den Kommunalwahlen 1989
Anfang 1989 entschlossen sich Klipp und die Bürgerinitiative, in die Bezirkspolitik einzugreifen. Dazu gingen sie in den Wohnbezirksausschuss (WBA) ihrer Nachbarschaft, der die jeweiligen Kandidaten für die Einheitsliste der Nationalen Front nominieren konnte. Da der WBA nur wenige und durchschnittlich sehr alte Mitstreiter aufwies, konnten Klipp und seine Unterstützer schnell die Mehrheit erlangen. Sie wählten einen neuen Vorsitzenden und stellten schließlich Klipp zum Kandidaten für die kommenden Wahlen auf.

Nach der Nominierung wurde von Seiten der Obrigkeit alles versucht, um die Kandidatur Klipps zu verhindern. So wurde behauptet, dass die Liste bereits voll sei, zudem wurde Klipp von der Staatssicherheit überwacht, um ihm strafbare Handlungen nachzuweisen, was aber nicht gelang. Die Kandidatur konnte trotz aller Bemühungen nicht verhindert werden und Klipp wurde der erste und einzige oppositionelle Kandidat in der DDR vor den letzten Volkskammerwahlen im Jahr 1990. Im stark oppositionell geprägten Bezirk Prenzlauer Berg veranstaltete Klipp große Wahlpartys mit Tausenden Besuchern und erhielt großen Zuspruch.
Klipp berichtete später, dass er am Wahltag selbst, dem 7. Mai 1989, gegen sich stimmte. Begründet war dies damit, dass eine gültige Gegenstimme nur dann möglich war, wenn alle Namen auf der Einheitsliste durchgestrichen würden. Der „übliche“ Wahlvorgang in der DDR bestand im für alle Anwesenden sichtbaren öffentlichen Falten des Wahlzettels und dem anschließenden Einwerfen in die Wahlurne. Zwar garantierten die Gesetze der DDR die Benutzung einer Wahlkabine, wer aber von diesem Recht Gebrauch machte, wie es Klipp tat, machte sich verdächtig.
Die Kommunalwahlen in der DDR 1989 wurden bereits von einer spürbar gewachsenen Opposition begleitet, die die Auszählungen überwachte und die dort festgestellten Ergebnisse minutiös dokumentierte, um später eine Wahlfälschung nachweisen zu können. Prenzlauer Berg war eine der landesweiten Hochburgen dieser Bewegungen, das MfS zählte dort mit 64 die meisten von Wahlbeobachtern besuchten Wahllokale. Die Wahlfälschungen konnten später zweifelsfrei nachgewiesen werden. Das tatsächliche Ergebnis der Wahl brachte eine Zustimmung zu den Kandidaten der Nationalen Front von etwa 90 Prozent. Egon Krenz, der als Wahlleiter fungierte, verkündete jedoch ein offizielles Ergebnis von 98,85 Prozent. Die offensichtliche Wahlfälschung führte in vielen Orten der DDR zu Demonstrationen und anderen Protesten, die von Polizei und Staatssicherheit unterdrückt wurden.
Matthias Klipp musste damit leben, dass auch sein errungenes Mandat in der Prenzlauer Berger Bezirksvertretung Ergebnis eines Wahlbetruges war. Schon an seinem ersten Sitzungstag wurde ihm deutlich gemacht, dass man alles versuchen würde, eine oppositionelle Arbeit zu unterdrücken. Klipp berichtete, dass ihn der Stadtrat für Inneres empfangen habe und ihm demonstrativ die Paragraphen des Strafgesetzbuches bezüglich „staatsfeindlicher Hetze“ genannt habe. Klipp konnte sein Mandat jedoch als Stadtbezirksverordneter wahrnehmen.

## Während und nach der Wende
1989 engagierte sich Klipp im Neuen Forum in der Opposition in der DDR. Nach der Wende war er von 1990 bis 1996 Baustadtrat im Bezirksamt Prenzlauer Berg und wurde Mitglied von Bündnis 90/Die Grünen. Als Geschäftsführer eines Stadtentwicklungsunternehmens war er für die Legalisierung vieler besetzter Häuser in Berlin mitverantwortlich. Seit 2009 war er wieder in der Stadtpolitik aktiv und wurde Beigeordneter für Stadtentwicklung und Bauen in Potsdam. Am 31. August 2015 wurde er wegen Unklarheiten beim Umgang mit seinem privaten Hausbau vom Dienst suspendiert. Seit 2016 ist er selbständig auf dem Gebiet „Stadtentwicklung und Beratung“ und arbeitet für mehrere namhafte Auftraggeber. 2018 zog er nach Nordhessen (Witzenhausen) wo er sich u. a. im BUND engagiert.